# Die Zeitberichter
Die Zeitberichter, gegründet am 19. April 1952, war ein neonazistisches Reisekabarett, das neben Auftritten bei NPD-Kundgebungen und SS-Ehemaligen-Treffen auch Bädertourneen veranstaltete. Das Ensemble trat bis in die späten 1970er-Jahre auf und gab insgesamt über 8.000 Vorstellungen.
Gründer war der ehemalige Oberleutnant der Waffen-SS Gerd Knabe zusammen mit seiner Frau Peppi Kausch. Sie traten als Hauptdarsteller auf, Knabe fungierte gleichzeitig als Autor. Weiter gehörten Klaus Weinhardt, Arnold Fritzsche und Manfred Potratz zum Ensemble. Das Programm beinhaltete auch Musikeinlagen. 
Zu den erfolgreichsten Programmen der Zeitberichter gehörten Aufführungen wie Volk ohne Traum oder …’s traurig aber wahr. 
Von der Fachwelt als „künstlerisch bescheiden bis belanglos“ eingeschätzt, rezensierten einige Zeitungen die Auftritte der Zeitberichter anfänglich gleichwohl zum Teil recht überschwänglich als „Meisterstücke der Kleinkunst“ und „auf der Basis einer unvoreingenommenen und unabhängigen Betrachtungsweise“. Der Spiegel sah dagegen 1970 in den Nummern des Ensembles einen „Kabarett-Ritt über einen bodenlosen See von Ressentiments in die immergrüne Heide der NS-Subkultur“, berichtete jedoch auch von „gewaltigem Beifall“. In den 1960er-Jahren hatte bereits Die Zeit von „erschreckend viel Beifall“ für die Gruppe geschrieben und der Rheinische Merkur gar den Verfassungsschutz dazu aufgerufen, endlich von dem „Treiben (der Nachrichter) Notiz zu nehmen“.
Die von Gerd Knabe stammenden Texte der Zeitberichter-Programme erschienen als Bücher und auf insgesamt zehn Schallplatten im Selbstverlag.